# Anisodes aguzata
Anisodes aguzata là một loài bướm đêm trong họ Geometridae.